# Penteação
A Penteação é um processo têxtil de preparação de fibras cardadas para a fiação de fios médios e finos de qualquer tipo de fibras.

## Objectivos

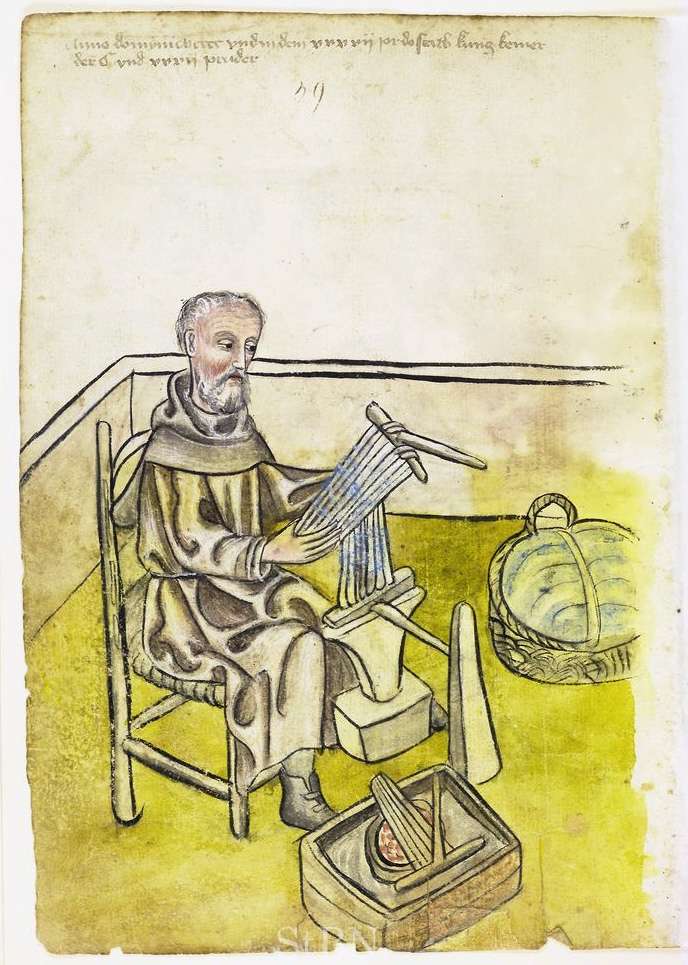
Penteador Alemão 1442

Os objectivos da penteação são a obtenção de fios de maior qualidade, ou seja:
1. Mais uniformes;
2. Mais resistentes;
3. Mais limpos

de modo a que o tecido possua um toque e um cair melhorado e uma melhor aparência visual.
Para alcançar estes objectivos, a penteação tem de realizar as seguintes operações:
1. Eliminação precisa de uma quantidade de fibras curtas pré-determinada;
2. Eliminação de impurezas soltas que ainda estão presentes nas fibras;
3. Eliminação de emaranhados de fibras (Neps);
4. Formação de uma fita de fibras com propriedades óptimas

Um efeito secundário da penteação é o aumento do grau de paralelização das fibras , aumento esse que apesar de ser adverso ao processamento em fita, vai permitir a obtenção de um fio mais resistente.

## Tipos de Penteadoras
Existem 3 tipos de máquinas de penteação (Penteadoras): 
1. Penteadoras circulares;
2. Penteadoras rectilíneas;
3. Penteadoras rotativas,

Hoje em dia apenas se usam os dois últimos tipos, as rectilíneas na produção de fios penteados de fibras curtas e longas e as rotativas em fios técnicos de fibras sintéticas.
No caso da penteação de fibras longas, a o processo de penteação resume-se à penteadora, alimentada directamente com várias fitas de fibras cardadas, no caso da penteação de fibras curtas (Algodão) o processo necessita de duas operações preliminares, feitas em máquinas chamadas Reunideiras: A reunideira de fitas (que reúne fitas de cardas numa manta circular) e a reunideira de mantas, que reúne várias mantas numa única). Hoje em dia, a reunideira de mantas foi integrada na própria penteadora.

## Sequência de operação

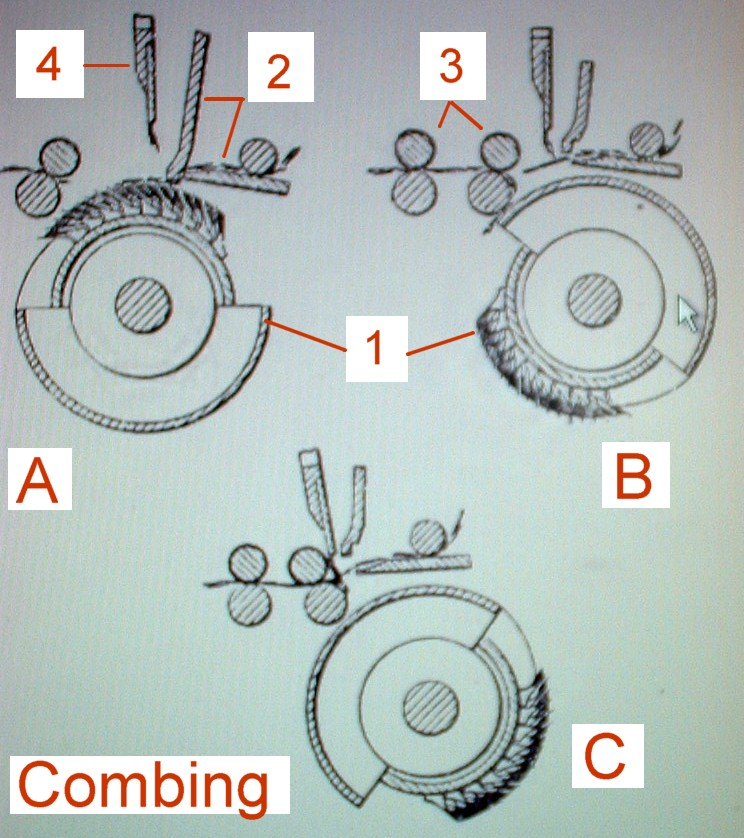
Sequência de Penteação

A penteação de fibras numa penteadora rectilínea é uma operação intermitente. A sua sequência é a seguinte: 
1. Os rolos de alimentação avançam um determinado comprimento de manta para a zona de penteação, enquanto as pinças (2) estão abertas;
2. As pinças fecham e prendem a manta;
3. O pente rotativo (1) passa através da manta a ele exposta e remove tudo o que não se encontra preso pelas pinças – A;
4. As pinças avançam para os rolos de extracção (3) e abrem. Ao mesmo tempo os rolos de extracção fazem recuar a extremidade final da manta penteada no ciclo anterior - B;
5. As pinças depositam sobre a manta penteada sobre a extremidade final da manta penteada no ciclo anterior;
6. Os rolos de extracção avançam e retiram a extremidade penteada da zona de penteação. (C)
7. As pinças fecham e uma lingueta (4) baixa e separa a manta fibrosa e as pinças recuam à posição inicial na retaguarda;
8. A extremidade final da manta é penteada pelo pente rotativo;
9. As pinças abrem novamente e inicia-se um novo ciclo.

## História da Penteação
Existem representações da penteação de lãs desde o século I da nossa era.
As operações de penteação eram manuais e consistiam em passar um aglomerado de fibras cardadas através de um instrumento parecido com um Ancinho

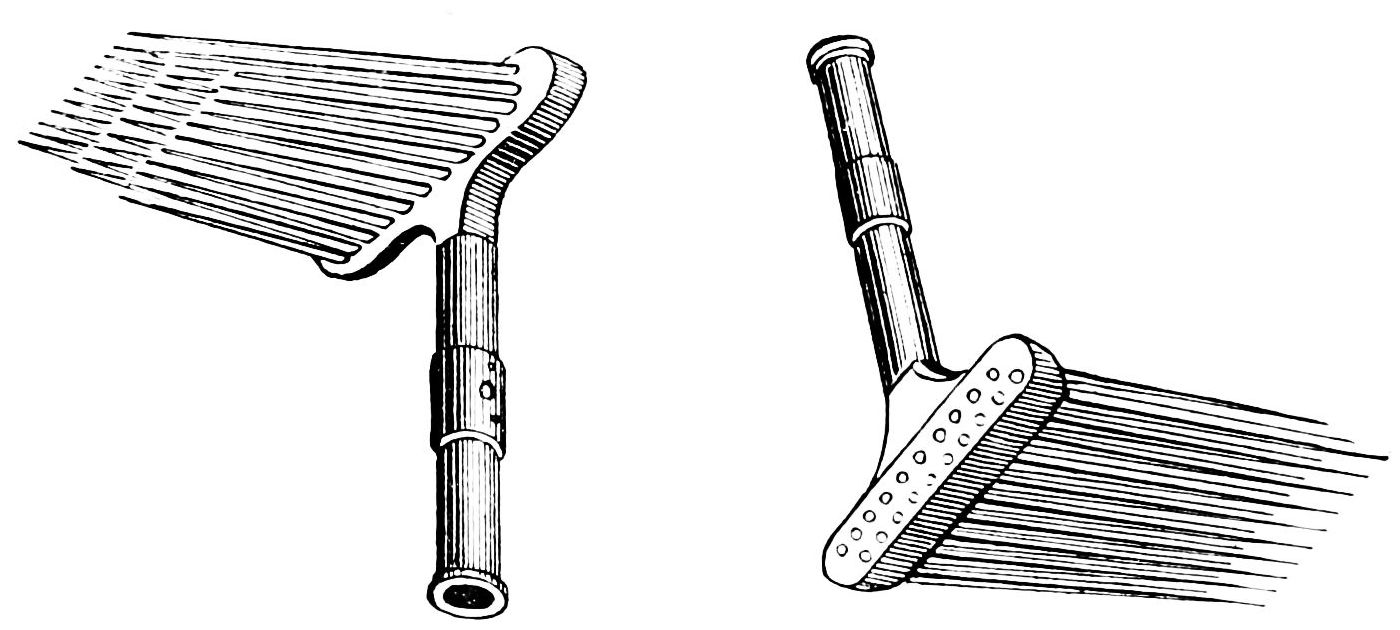
Pentes de lã manuais

O oficio de penteador de lá tinha como padroeiro São Brás.
Em 1846 Josué Heilmann patenteou a máquina penteadora rectilínea que tanto podia ser usada para pentear Algodão como Lã. Esta penteadora foi desenvolvida por Naismith em 1902, e hoje em dia o seu desenho continua a ser a base de todas as máquinas penteadoras.
Em 1853, Noble patenteou uma penteadora circular, modelo que mais tarde foi desenvolvido por Lister e Holden. No entanto este tipo de penteadora, devido ao seu sistema de pinças, não conseguia pentear os 10 mm finais da manta em cada ciclo, pelo que deixou de ser fabricada em meados dos anos 50 do Século XX.

## Galeria de Imagens

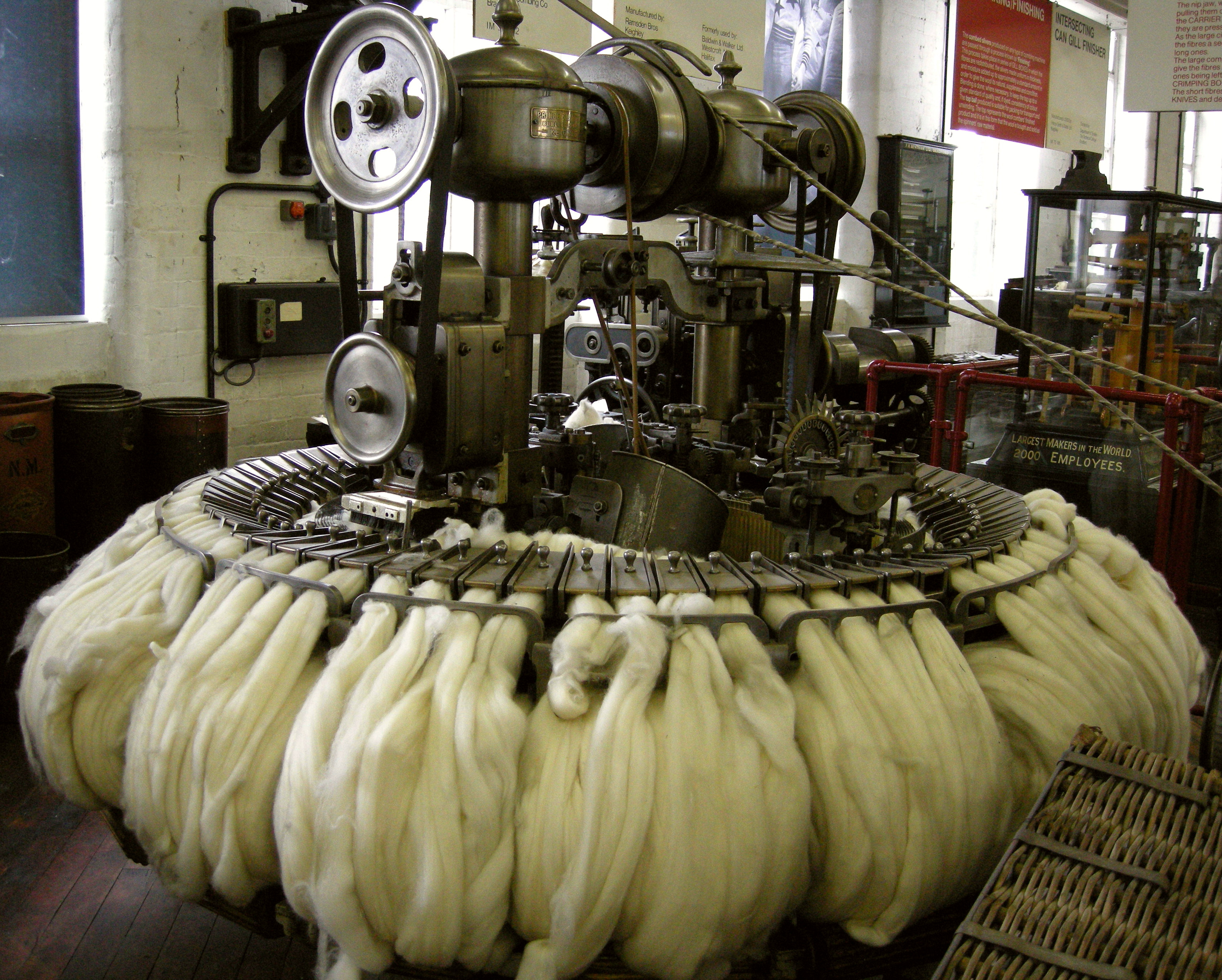
Penteadora circular do tipo Noble
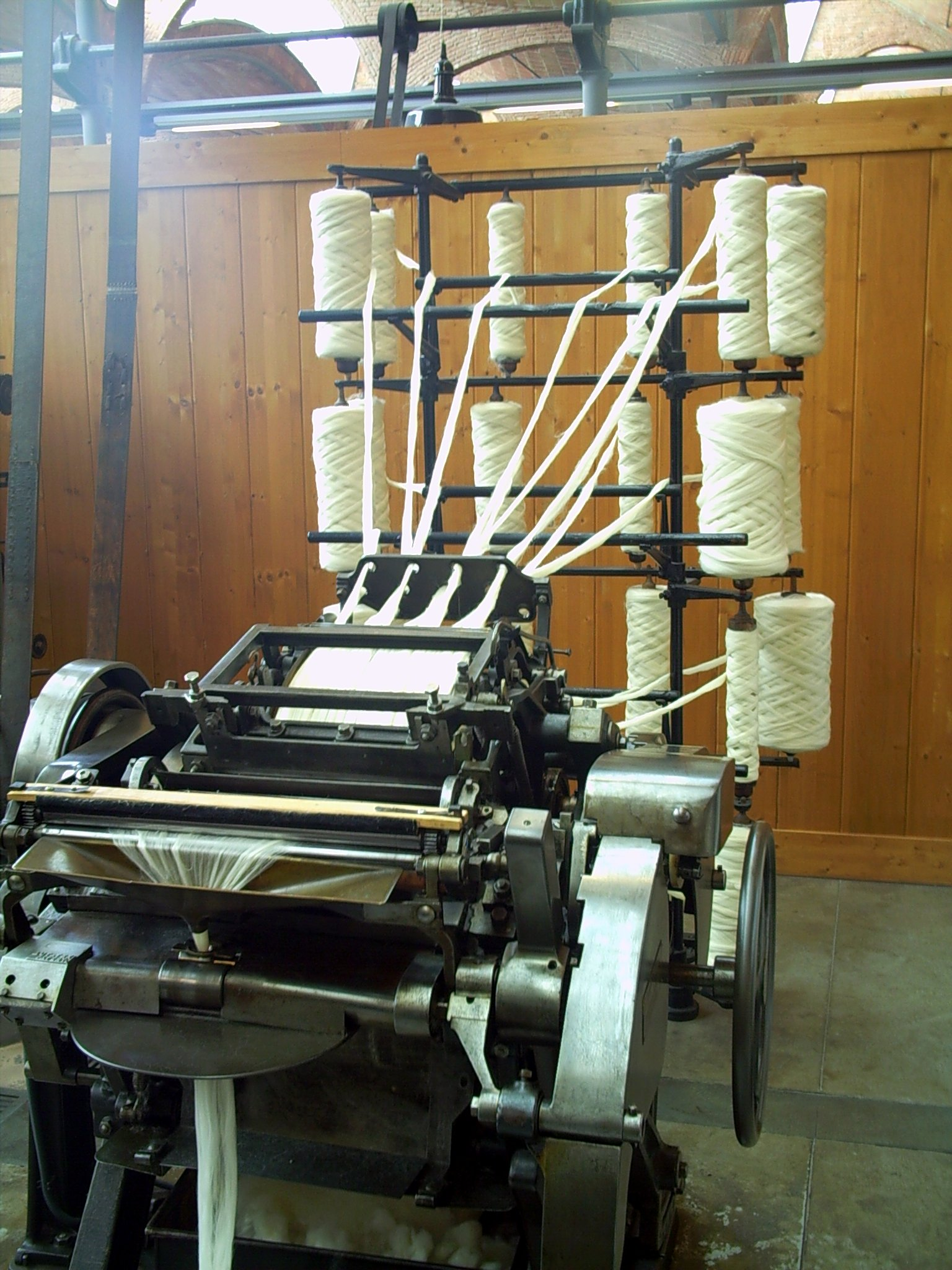
Penteadora rectilínea de lã
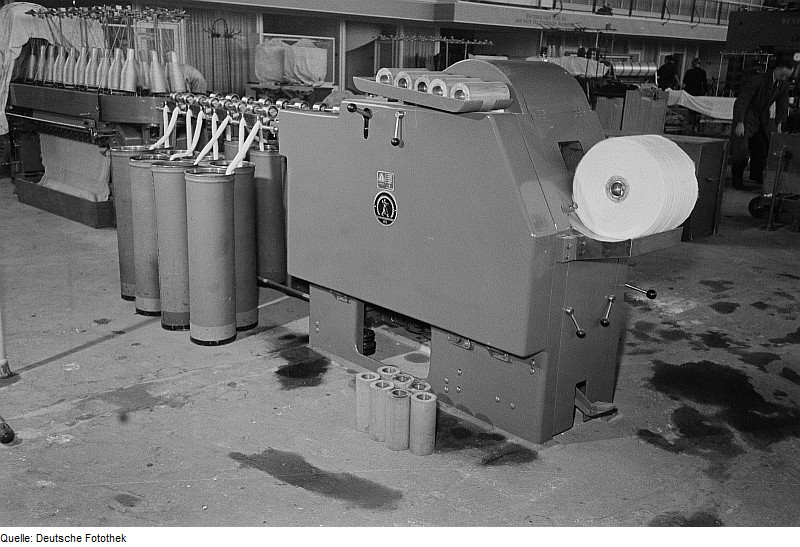
Reunideira de fitas
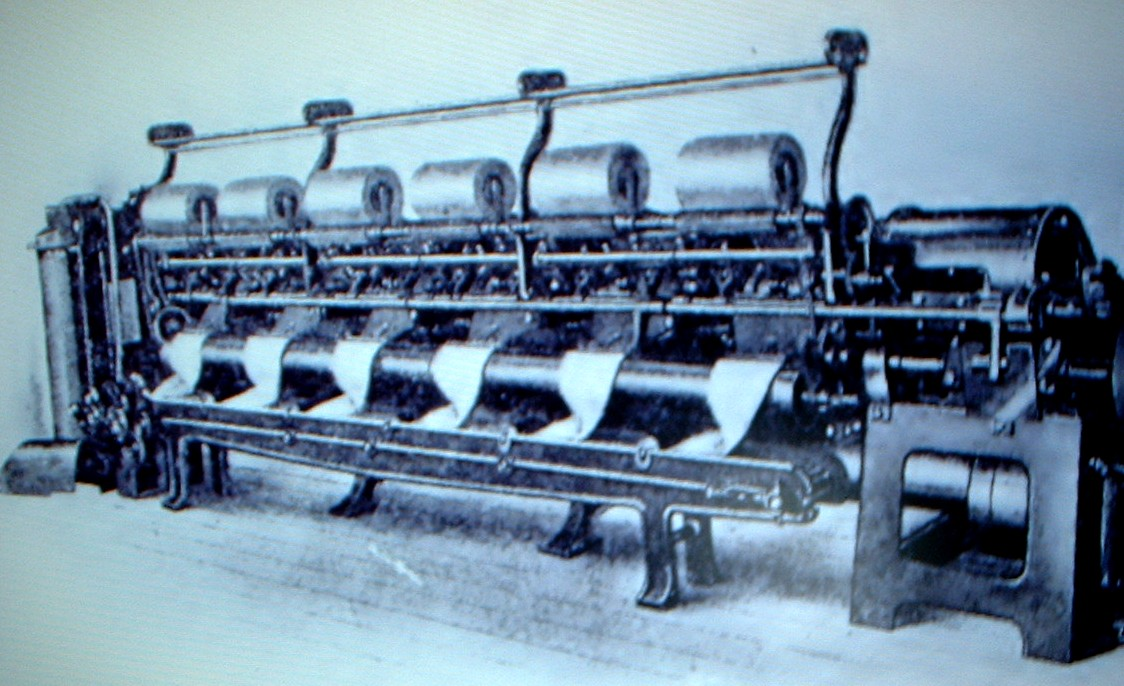
Penteadora rectilínea de Algodão